# Arena Jutaek
Arena Jutaek – przeznaczona do koszykówki hala sportowa znajdująca się w mieście Cheonan, w Korei Południowej. W tej hali swoje mecze rozgrywa drużyna Kookmin Savers. Hala została oddana do użytku w roku 1995, może pomieścić 2 900 widzów.